# Théâtre de Belleville (créé en 2011)
 (juin 2017).
Si vous disposez d'ouvrages ou d'articles de référence ou si vous connaissez des sites web de qualité traitant du thème abordé ici, merci de compléter l'article en donnant les références utiles à sa vérifiabilité et en les liant à la section « Notes et références ».
Pour les articles homonymes, voir Théâtre de Belleville.
Le Théâtre de Belleville est une salle de spectacle située au 94, rue du Faubourg-du-Temple (passage Piver), dans le 11e arrondissement de Paris. 
Il remplace l'ancien théâtre Tambour royal, l'un des plus anciens théâtres de Paris, longtemps dirigé par Marthe Michel avec une programmation essentiellement musicale. Repris par Laurent Sroussi, le théâtre rouvre ses portes le 15 octobre 2011 après d'importants travaux de rénovation, sous le nom de Théâtre de Belleville. Doté de 96 places, il fait désormais partie de l’association des Théâtres parisiens associés.

## Programmation
La programmation du Théâtre de Belleville est tournée vers la création contemporaine avec l'accueil de compagnies émergentes.
Saison 2011-2012
- En ce temps-là, l’amour, mise en scène Jean Bellorini

Saison 2012-2013 
- Van Gogh, autoportrait, mise en scène Jean O'Cottrell
- Betty Colls, mise en scène Paul Jeanson

Saison 2013-2014 
- Looking for Hamlet, mise en scène Jules Audry
- Monsieur Belleville, mise en scène Brigitte Sy

Saison 2014-2015 
- Richard III, mise en scène Margaux Eskenazi
- Looking for Hamlet, mise en scène Rémy Barché

Saison 2015-2016 
- Démons, mise en scène Lorraine de Sagazan
- Iliade, mise en scène Pauline Bayle
- Une trop bruyante solitude, mise en scène Laurent Fréchuret
- Les Fureurs d’Ostrowsky, mise en scène Jean-Michel Rabeux

Saison 2016-2017 
- Trilogie « Bleu-Blanc-Rouge, l'A-Démocratie », mise en scène Nicolas Lambert
  - 1. Elf, la pompe Afrique
  - 2. Avenir radieux, une fission française
  - 3. Le maniements des larmes
- Soyez vous-même, mise en scène Côme de Bellescize
- Feu pour feu, mise en scène Gerardo Maffei

## Le 11 • Gilgamesh Belleville
Le Théâtre Gilgamesh et le Théâtre de Belleville se sont associés depuis 2017 pour créer le 11 , un nouvel espace destiné à la création théâtrale contemporaine pendant le Festival Off d'Avignon. 